# Muhámmad ibn Abd al-Haqq
Muhammad ibn Abd al-Haqq o Muhammad ben Abd al-Haqq (محمد بن عبد الحق), (muerto en 1244) fue un jeque meriní . Él era el hijo de Abd al-Haqq I y hermano de Uthman I .
Continuó luchando contra los almohades especialmente alrededor de la ciudad de Meknes .
Muhammad ibn Abd al-Haqq murió durante una batalla en 1244 cuando fue asesinado por un oficial de la milicia de sus propios mercenarios cristianos.
| Predecesor: Uthman ibn Abd al-Haqq | Dinastía Meriní 1240-1244 | Sucesor: Abu Yahya ibn Abd al-Haqq |

- Datos: Q658524